# Brachynervus tsunekii
Brachynervus tsunekii là một loài tò vò trong họ Ichneumonidae.